# Elecciones generales de Guernsey de 2004
Elecciones generales tuvieron lugar en Guernsey el 21 de abril de 2004. Todos los 45 miembros electos fueron independientes.

## Resultados generales
| Candidatos                                 | Escaños |
| ------------------------------------------ | ------- |
| Independientes                             | 45      |
| Representantes de autoridades parroquiales | 0       |
| Representantes de los Estados de Alderney  | 2       |
| Total                                      | 47      |

## Resultados
| Distrito Norte de St Peter Port - Leon Gallienne - Wendy Morgan - Rhoderick Matthews - Jack Honeybill - Diane Lewis - Chris Brock - Jean Pritchard | Distrito Sur de St Peter Port - Laurie Morgan - John Gollop - Brian Gabriel - Barry Brehaut - Carla McNaulty Bauer - Michael Burbridge (dec) - Jenny Tasker (elected in 2005 by-election) Distrito Oeste - Peter Sirett - Martin Ozanne - Claire Waite - David Grut - David De Lisle - Al Brouard Distrito Sureste - Francis Quinn - Janine Le Sauvage - William Bell - Michael Torode - Charles Parkinson - Mike O'Hara | Distrito Vale - Peter Roffey - Mary Lowe - David Jones - Graham Guille - Brian de Jersey - Geoff Mahy - Duncan Staples Distrito de St Sampson - Samantha Maindonald - Lyndon Trott - Ivan Rihoy - Daniel Le Cheminant - Ron Le Moignan - Scott Ogier Distrito Castel - Alexander Adam - Eric Walters - Bernard Flouquet - Thomas Le Pelley - Jonathan Le Tocq - Stuart Falla - Mark Dorey | Distrito Sur de St Peter Port - Laurie Morgan - John Gollop - Brian Gabriel - Barry Brehaut - Carla McNaulty Bauer - Michael Burbridge (dec) - Jenny Tasker (elected in 2005 by-election) Distrito Oeste - Peter Sirett - Martin Ozanne - Claire Waite - David Grut - David De Lisle - Al Brouard Distrito Sureste - Francis Quinn - Janine Le Sauvage - William Bell - Michael Torode - Charles Parkinson - Mike O'Hara | Distrito Vale - Peter Roffey - Mary Lowe - David Jones - Graham Guille - Brian de Jersey - Geoff Mahy - Duncan Staples Distrito de St Sampson - Samantha Maindonald - Lyndon Trott - Ivan Rihoy - Daniel Le Cheminant - Ron Le Moignan - Scott Ogier Distrito de Castel - Alexander Adam - Eric Walters - Bernard Flouquet - Thomas Le Pelley - Jonathan Le Tocq - Stuart Falla - Mark Dorey |